# (2861) Lambrecht
(2861) Lambrecht (1981 VL2; 1938 SQ; 1952 DA3; 1958 XH; 1971 DW1; 1977 RV5; A921 GD) ist ein ungefähr 17 Kilometer großer Asteroid des inneren Hauptgürtels, der am 3. November 1981 von den deutschen (damals: Bundesrepublik Deutschland) Astronomen Freimut Börngen und Karsten Kirsch an der Thüringer Landessternwarte Tautenburg im Tautenburger Wald in Thüringen (IAU-Code 033) entdeckt wurde.

## Benennung
(2861) Lambrecht wurde nach Hermann Lambrecht (1908–1983) benannt, der Professor an der Friedrich-Schiller-Universität Jena sowie Direktor des Astrophysikalischen Instituts und der Universitäts-Sternwarte Jena (IAU-Code 032) von 1948 bis 1968 war.